# Комбинированные вакцины
Комбинированная вакцина — это вакцина для профилактики двух и более инфекций. Применение комбинированной вакцины помогает разгрузить календарь прививок и снизить число процедур, но при этом имеет более высокую стоимость.
Комбинированные вакцины иногда путают с поливалентными вакцинами.
Первая комплексная вакцина против дифтерии, брюшного тифа и паратифа была использована во Франции в 1931 году для проведения противоэпидемических мероприятий в частях армии и флота.
В 1949 году была запатентована адсорбированная коклюшно-дифтерийно-столбнячная вакцина, а в 1971 году — вакцина MMR (корь-краснуха-паротит). Современные аналоги этих вакцин применяются до сих пор.

## Комбинированные вакцины в России
Отечественного производства:
- БубоКок (коклюш-дифтерия-столбняк-гепатит B)[5]
- Дивакцина (корь-паротит)[6]
- Вактривир (корь-краснуха-паротит)[7]
- аАКДС-ГепB+Hib (коклюш-дифтерия-столбняк-ХИБ-гепатит B)[8]

Зарубежного производства:
- Приорикс[9], MMR-II[10] (корь-краснуха-паротит)
- Тетраксим (коклюш-дифтерия-столбняк-полиомиелит)[11]
- Пентаксим (коклюш-дифтерия-столбняк-полиомиелит-ХИБ)
- Инфанрикс-Гекса (коклюш-дифтерия-столбняк-полиомиелит-ХИБ-гепатит B)[12]